# Список об'єктів Світової спадщини ЮНЕСКО в Мальті
У списку об'єктів Світової спадщини ЮНЕСКО в Мальті налічується 3 позиції (станом на 2015 рік).

## Пояснення до списку
У таблицях нижче об'єкти розташовані у хронологічному порядку їх додавання до списку Світової спадщини ЮНЕСКО.
Кольорами у списку позначено:
На мапах кожному об'єкту відповідає червона позначка (), якщо кілька пам'яток внесені до списку як один об'єкт Світової спадщини, то їх відмічено позначками інших кольорів.

## Список об'єктів
| № | Зображення | Назва | Розташування  | Час створення            | Рік внесення до списку | №                                                  | Критерії |
| - | ---------- | --- | ------------- | ------------------------ | ---------------------- | -------------------------------------------------- | -------- |
| 1 |            | Святилище Хал-Сафліені (мальт. Sanctuary Hal-Saflieni) | місто Паола   | 2,5-3 тис.років до н. е. | 1980                   | 130 [Архівовано 11 липня 2017 у Wayback Machine.]  | iii      |
| 2 |            | Валетта (мальт. Belt Valletta) | місто Валетта | середина XVI століття    | 1980                   | 131 [Архівовано 8 лютого 2016 у Wayback Machine.]  | i, vi    |
| 3 |            | Мегалітичні храми Мальти: • Джгантія • Хаджар-Кім • Мнайдра • Скорба • Таршіен • Та' Хаджрат (мальт. Tempji Megalitiċi ta 'Malta: Ġgantija, Ħaġar Qim, Mnajdra, u Tarxien Tempji) | —             | 3,6-3 тис.років до н. е. | 1980                   | 132 [Архівовано 30 жовтня 2013 у Wayback Machine.] | iv       |

## Попередній список
| # | Зображення | Назва | Розташування                                     | Час створення           | Рік внесення до попереднього списку | №                                                    | Критерії         |
| - | ---------- | --- | ------------------------------------------------ | ----------------------- | ----------------------------------- | ---------------------------------------------------- | ---------------- |
| 1 |            | Мальтійські прибережні скелі (англ. Coastal Cliffs)                                                      | Острови Мальта, Гоцо, Коміно, Комінотто, Фільфла | —                       | 1998                                | 979 [Архівовано 8 серпня 2012 у Wayback Machine.]    | не вказані       |
| 2 |            | Двейра (англ. Dwejra)                                                                                    | Муніципалітет: Сан-Лоуренц                       | —                       | 1998                                | 980 [Архівовано 8 серпня 2012 у Wayback Machine.]    | vii, viii, ix, x |
| 3 |            | Цитадель (англ. The Citadella)                                                                           | Муніципалітет: Вікторія                          | С XVI століття          | 1998                                | 981 [Архівовано 26 жовтня 2012 у Wayback Machine.]   | ii, iii, iv, v   |
| 4 |            | Лицарські укріплення навколо гаваней Мальти (англ. Knights' Fortifications around the Harbours of Malta) | острів: Мальта                                   | XVI — XVIII століття    | 1998                                | 982 [Архівовано 8 серпня 2012 у Wayback Machine.]    | i, ii, iv        |
| 5 |            | Мдіна (англ. Mdina (Citta' Vecchia))                                                                     | Муніципалітет: Мдіна                             | I тисячоліття до н. е.. | 1998                                | 983 [Архівовано 8 грудня 2013 у Wayback Machine.]    | i, ii, iii       |
| 6 |            | Катакомби Мальти (англ. Maltese Catacomb Complexes)                                                      | Острів: Мальта                                   | III — VII століття      | 1998                                | 1113 [Архівовано 26 березня 2013 у Wayback Machine.] | i, ii, iii       |
| 7 |            | Лінії укріплень Вікторії (англ. Victoria Lines Fortifications)                                           | острів: Мальта                                   | XIX століття            | 1998                                | 1114 [Архівовано 20 вересня 2013 у Wayback Machine.] | i, ii, iii       |